# Zaun aus Beinen
Die Operation Zaun aus Beinen (indonesisch Operasi Pagar Betis, englisch Operation fence of legs; auch Operation Kikis, deutsch Operation Auslöschung oder Operation Keamanan, „Sicherheit“) war eine Aktion der indonesischen Armee gegen die osttimoresische Widerstandsbewegung FALINTIL.
Von Mai bis September 1981 wurden 60.000 osttimoresische Zivilisten gezwungen, in einer Linie vor indonesischen Soldaten quer durch die Insel zu streifen, um die Aufständischen aufzuspüren. Unter den Zwangsrekrutierten, die an vorderster Front gegen die FALINTIL eingesetzt wurden, waren auch Kinder ab 10 Jahren. Eine Quelle gibt das Alter der TBOs (tenaga bantuan operasi, „Operationsassistenten“) mit 8 bis 60 Jahren an.
Von Tutuala aus zog eine Menschenkette, die Com, Raça, Lospalos und Iliomar miteinander verband, in Richtung Westen, während eine weitere von Venilale, Ossu und Viqueque nach Nordosten zog. Beim Berg Matebian trafen sie aufeinander und fächerten sich auf in Richtung Südküste und dann weiter westwärts nach Richtung Lacluta, wo eine weitere Kette auf sie traf. In Lacluta wurden am 7. September, vermutlich am St.-Antonius-Schrein am Berg Aitana, hunderte Zivilisten am Ende des Marsches durch die Indonesier ermordet, darunter Frauen und Kinder. Der Priester Costa Lopes berichtet von 500 Opfern, während indonesische Offizielle von 70 Getöteten sprachen. Weitere Angaben liegen dazwischen. Bei einem weiteren Massaker sollen 20 Menschen ermordet worden sein.

Ein FALINTIL-Kämpfer berichtete: 

„Ich war mit meinen eigenen Augen Zeuge, wie das indonesische Militär, das Bataillon 744, Zivilisten direkt vor mir tötete. Sie fingen diese unbewaffneten Menschen, fesselten sie und erstachen sie. Da wurde eine schwangere Frau gefangen und einfach so getötet. Ich sah es aus nächster Nähe, nur hundert Meter entfernt von wo es geschah.“

Als Maßnahme gegen die FALINTIL versagte die Aktion, weil die Guerilleros in Gruppen von drei bis vier nachts immer wieder durch die Linien schlüpften. Ein Zwangsverpflichteter berichtete von fünf Personen, die bei Cacavei gefangen genommen und sofort hingerichtet wurden. Indonesien meldete für diesen Zeitraum die Gefangennahme von 450 FALINTIL-Kämpfern, allerdings ohne Verbindung mit der Operation Pagar Betis. Öfter wurden Zivilisten gefunden, die sich vor den Indonesiern in der Wildnis versteckten. Nach indonesischen Angaben wurden 4.500 Sympathisanten der Unabhängigkeitsbewegung FRETILIN gefangen genommen. 3.000 wurden auf die Insel Atauro deportiert, 1.500 zu anderen Orten in Osttimor. Die meisten der Deportierten waren Frauen, Kinder und alte Menschen.
Viele der Zivilisten, die im Zaun aus Beinen mitliefen, starben aufgrund der harten Bedingungen. Bauern gerieten in Schwierigkeiten, weil sie die Pflanzzeit für ihre Felder versäumten. Im November kam es daher zu einer Hungersnot.
Ähnliche Operationen wurden Anfang der 1990er auch in Aceh durchgeführt.